# Natação nos Jogos Olímpicos de Verão de 1896 - 500 m livre masculino
A prova dos 500m livre foi um dos quatro eventos da natação nos Jogos Olímpicos de Verão de 1896. Aconteceu no dia 11 de abril, envolvendo três atletas de dois países.

## Resultados
| Pos. | Atleta                   | Tempo        |
| ---- | ------------------------ | ------------ |
| 1    | AUT Paul Neumann         | 8:12.6       |
| 2    | GRE Antonios Pepanos     | 9:57.6       |
| 3    | GRE Efstathios Chorophas | Desconhecido |